# رده‌بندی چندگانه

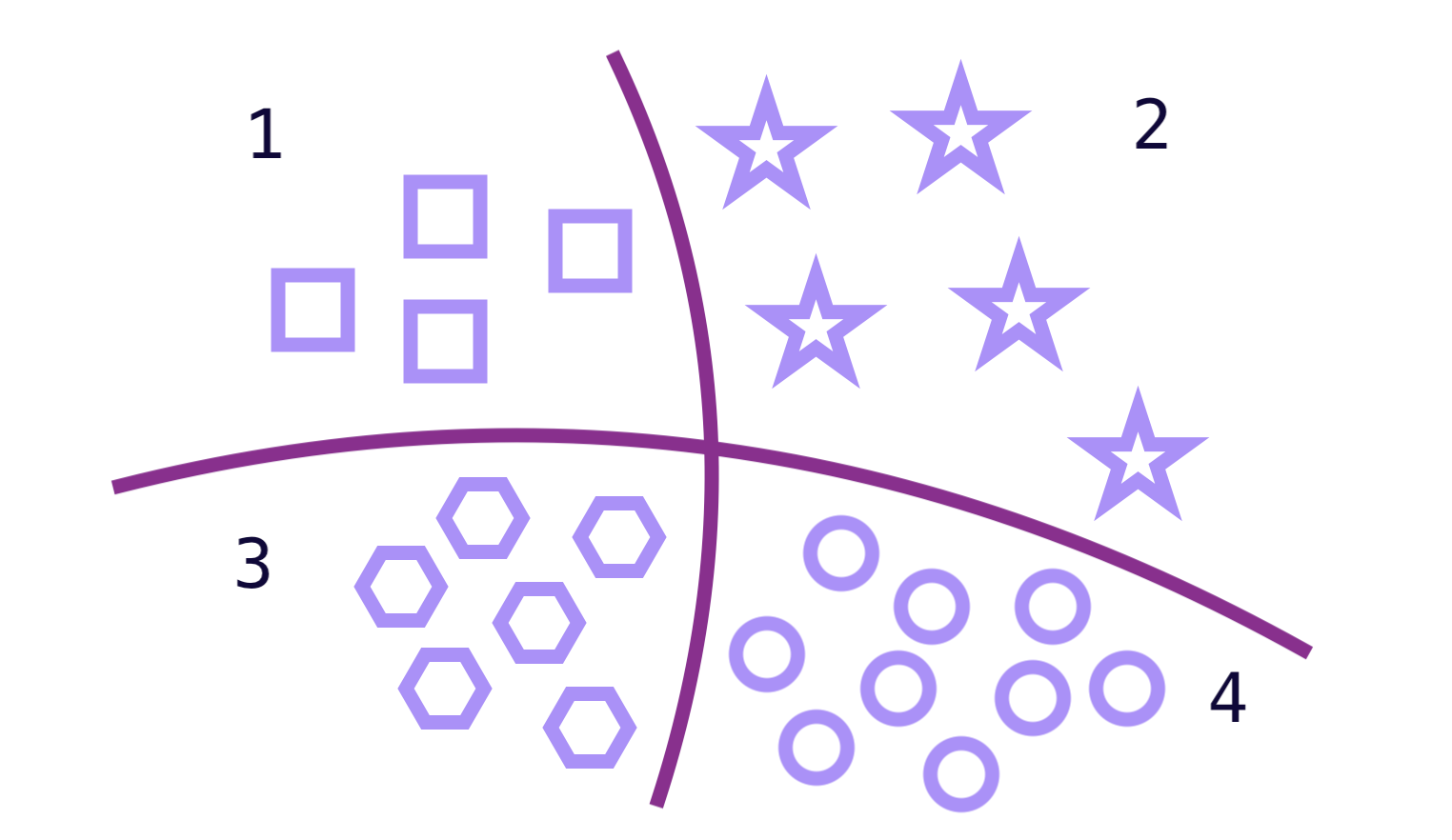
یک نمونه از مساله‌ی رده‌بندی چندگانه که در آن داده‌ها با تقسیم فضا به چهار قسمت به چهار رده‌ی 1 و 2 و 3 و 4 افراز شده‌اند.

در یادگیری ماشین و طبقه‌بندی آماری، مساله‌ی افراز داده‌ها به سه رده یا بیش‌تر را رده‌بندی چندگانه یا طبقه‌بندی چنددسته‌ای یا دسته‌بندی چندجمله‌ای می‌نامند (افراز داده‌ها به دو رده رده‌بندی دوگانه نامیده می‌شود).
بسیاری از الگوریتم‌های رده‌بندی به طور ذاتی می‌توانند برای رده‌بندی چندگانه هم استفاده شوند. به طور مثال، رگرسیون لجستیک چندجمله‌ای چنین الگوریتمی است. با این حال، الگوریتم‌هایی هم وجود دارند که ذاتاً دوگانه هستند و برای استفاده از آن‌ها در رده‌بندی چندگانه، باید به روش‌هایی مساله را به حالت دوگانه تبدیل کنیم.
توجه کنید که مساله‌ی دسته‌بندی با چند برچسب که در آن هدف تعیین چند برچسب برای هر داده است با این مساله متفاوت است و در اینجا هر داده می‌تواند دقیقا در یک رده قرار گیرد.

## حل با گسترش الگوریتم‌های رده‌بندی دوگانه
برخی از الگوریتم‌های موجود برای حل مساله‌ی رده‌بندی دوگانه به گونه‌ای هستند که می‌توان چارچوب طبیعی آن‌ها را به گونه‌ای گسترش داد که بتوانند برای رده‌بندی چندگانه هم مورد استفاده قرار بگیرند. این موضوع شامل مواردی مانند شبکه‌های عصبی، درخت تصمیم، k نزدیک‌ترین همسایه،  بیز ساده و ماشین بردار پشتیبانی می‌شود.

## حل با شکستن مساله به رده‌بندی دوگانه
مساله‌ی رده‌بندی چندگانه را می‌توان با روش‌هایی به چند زیرمساله‌ی رده‌بندی دوگانه شکست و پس از حل آن‌ها با الگوریتم‌های موجود برای رده‌بندی دو گانه، پاسخ‌ها را با هم ترکیب کرد تا یک پاسخ نهایی به دست بیاید. روش یکی علیه دیگران (one-against-all) و روش یک به یک (one-against-one) دو روش مرسوم برای این کار هستند.

## معیارهای ارزیابی
ابزارها و معیارهای گوناگونی برای ارزیابی روش‌های رده‌بندی چندگانه به کار می‌روند که ماتریس درهم‌ریختگی یکی از این ابزارها و معیارهای صحت، دقت و بازیابی و امتیاز اف ۱ چند نمونه از این معیارها هستند.